# Finland op het Eurovisiesongfestival 2004
Finland nam in 2004 deel aan het Eurovisiesongfestival in Istanboel, Turkije. Het was de achtendertigste deelname van het land op het festival. Het land werd vertegenwoordigd door Jari Sillanpää met het lied "Takes 2 to tango".

## Selectieprocedure
Er waren eerst 2 halve finale's die bepaalden wie naar de finale mocht gaan.
De finale werd gepresenteerd door Maria Guzenina en Bettina Sågbom, samen met Antero Mertaranta in de finale.
Aan deze finale deden 12 artiesten mee.
De winnaar werd aangeduid door televoting.

## In Kopenhagen
Op het Eurovisiesongfestival zelf trad Finland als 1ste van 22 deelnemers in de halve finale aan, voor Wit-Rusland. Aan het einde van de puntentelling stond Finland op een 14de plaats met 51 punten.
Door deze prestatie mochten ze niet deelnemen aan de finale van het Eurovisiesongfestival 2004.
België en Nederland hadden respectievelijk 1 en 0 punten over voor deze inzending.

### Gekregen punten

#### Halve finale
| 12 punten     | 10 punten | 8 punten                       | 7 punten            | 6 punten          |
| ------------- | --------- | ------------------------------ | ------------------- | ----------------- |
|               |           | - Zweden                       | - Albanië - Estland | - Cyprus - Monaco |
| 5 punten      | 4 punten  | 3 punten                       | 2 punten            | 1 punt            |
| - Griekenland |           | - IJsland - Noorwegen - Spanje | - Noord-Macedonië   | - België          |

### Punten gegeven door Finland

#### Halve Finale
Punten gegeven in de halve finale:
| 12 punten | Estland              |
| 10 punten | Servië en Montenegro |
| 8 punten  | Oekraïne             |
| 7 punten  | Cyprus               |
| 6 punten  | Albanië              |
| 5 punten  | Griekenland          |
| 4 punten  | Denemarken           |
| 3 punten  | Nederland            |
| 2 punten  | Israël               |
| 1 punt    | Kroatië              |

#### Finale
Punten gegeven in de finale:
| 12 punten | Zweden               |
| 10 punten | Servië en Montenegro |
| 8 punten  | Oekraïne             |
| 7 punten  | Cyprus               |
| 6 punten  | Griekenland          |
| 5 punten  | Turkije              |
| 4 punten  | Rusland              |
| 3 punten  | Albanië              |
| 2 punten  | IJsland              |
| 1 punt    | Kroatië              |

1961 · 1962 · 1963 · 1964 · 1965 · 1966 · 1967 · 1968 · 1969 · 1970 · 1971 · 1972 · 1973 · 1974 · 1975 · 1976 · 1977 · 1978 · 1979 · 1980 · 1981 · 1982 · 1983 · 1984 · 1985 · 1986 · 1987 · 1988 · 1989 · 1990 · 1991 · 1992 · 1993 · 1994 · 1995 · 1996 · 1997 · 1998 · 1999 · 2000 · 2001 · 2002 · 2003 · 2004 · 2005 · 2006 · 2007 · 2008 · 2009 · 2010 · 2011 · 2012 · 2013 · 2014 · 2015 · 2016 · 2017 · 2018 · 2019 · 2020 · 2021 · 2022 · 2023 · 2024 · 2025